# 이인제
이인제(李仁濟, 1948년 12월 11일~)는 대한민국의 정치인이다. 제13·14·16·17·18·19대 국회의원, 제10대 노동부 장관, 제29대 경기도지사를 역임하였다.

## 학력
- 1961년 백석국민학교 졸업
- 1964년 논산중학교 졸업
- 1967년 경복고등학교 졸업
- 1971년 서울대학교 법과대학 법학 학사

## 생애
이인제는 1948년 12월 11일에 충청남도 논산에서 농부의 아들로 태어났다. 본관은 전주이며 이성계의 3남 익안대군의 후손이라고 전해진다. 학비가 없을 정도로 어려운 살림이었으나 논산중학교를 졸업한 후 서울로 가서 경복고등학교를 거쳐 뛰어난 학업 성적으로 1967년에 서울대 법과대학에 진학하였다.
서울대 재학 시절에 학생운동 서클인 '사회법학회'에 가입해 전태일 분신사건과 3선 개헌 반대운동 등으로 촉발된 각종 시위에 참여했다. 대학 졸업 후 유신반대 민주화 운동에 투신하였는데 이로 인해 강제로 군에 징집되었고 육군에 입대하여 만기전역했다. 이후 1979년 32세의 나이에 제21회 사법시험에 합격하고 1981년에 대전지법의 판사로 임용되어 1983년까지 재직하였다. 3년동안 판사로 재직한 후에 변호사로 개업하여 산업재해와 해고사건 등을 담당하는 노동인권 변호사로 거듭나게 되었다.

## 정치 활동

### 입문
노동 문제에 큰 관심을 갖던 그는 1987년 6월 항쟁을 보며 정계 입문 기회를 갖게 되었다. 김영삼과 인연을 맺어, 통일민주당 연구소에서 일했으며, 그 다음해 1988년 통일민주당 공천으로 제13대 총선 경기도 안양시 갑 선거구에 출마하여 제13대 국회의원에 당선되었다.

### 노태우 정부 시절 ~ 문민정부 시절
1990년 개편된 민주자유당에 합류하였고, 1992년 제14대 총선 안양시 갑 선거구에서 다시 당선되었다. 1993년 김영삼 정권 시절 최연소로 첫 노동부장관에 기용돼 고용보험제도 도입 등 업적을 남겼다. 1995년 6월 국회의원직을 사퇴하고 첫 민선 경기도지사 선거에 출마하여 당선되었다. 1995년 민주자유당이 개편된 신한국당에 합류하였으며, 이후 이인제는 신한국당의 유력 정치인으로 큰 기대를 모았다.

### 1997년 대통령 선거
1997년 제15대 대통령 선거에 출마를 선언하였고, 이후 신한국당 대통령 후보 경선에 참가하였다. 초반에는 이회창의 압도적 우세가 계속되었으나, 중반 이후 이인제가 급속히 부상하면서 갈등이 커졌다. 그는 1차 투표에서 14.7%를 얻어 2위를 기록, 결선 투표에 진출하게 되었고 이후 이회창과 대결하였으나 낙선하였다. 결국 그는 같은 해 9월 13일, 신한국당을 탈당하였다. 그는 자신이 탈당한 것에 대해 '세대교체만이 30년의 낡고 병든 3김 정치구조를 청산할 수 있기 때문'이라고 하였으나, 실제로는 경선 과정에서 생긴 앙금과 아들의 병역문제로 이회창의 지지율이 하락한 것이 크게 작용하였다. 이로써 보수세력은 분열되고 만다. 대신 그는 국민신당을 창당하여 제15대 대통령 선거에 출마, 후보로 선출되었다. 그는 "젊은 한국, 강한 나라"를 슬로건으로 내세웠다.
그는 대선에서 전두환 노태우 사면 복권을 공약으로 내세워 논란을 빚기도 했다. 이회창과 김대중이 전두환 노태우의 사면 복권 공약을 내세운 것처럼 이인제도 전두환과 노태우를 사면 복권한다는 공약을 내세워 그 당시의 수준이 낮은 정치상황을 잘 드러내고 있다.
 이에 따라, 12월 19일 제15대 대통령 선거는 이회창, 김대중, 이인제의 3자 구도가 형성되었다.
한때 이인제와 당내 경선을 치륐던 이회창은 초반에는 1위를 달렸으나, 아들의 병역 논란에 휩싸인 데 이어 이인제의 탈당으로 인한 분열 등으로 3위로 밀려났다. 반면 김대중이 1위를 달리게 되었으며 이인제는 2위를 달리게 되었다. 그러자 신한국당은 어려운 국면을 타개할 목적으로 김대중의 비자금 의혹을 폭로하였다. 결국 김대중은 수사에 들어갔지만, 하루만에 대선 뒤에 하기로 했다.
당시 김대중의 비자금 수사를 미룬 이유에 대해서는 정확히 밝혀지지 않았지만 경제 위기, 기업 부도, 흉흉한 민심 등으로 수사를 할 여건이 아니었으며 이러한 상황 속에서 비자금 수사같은 행위 등으로 야권을 탄압한다면 심각한 문제가 일어날 것을 우려하여 미룬 것으로 알려져 있다. 한편 김대중은 김종필, 박태준과 단일화에 합의하였고, 이에 불만을 품은 신한국당 역시 통합민주당 조순 후보와 단일화를 이뤄냈다. 이후 이회창은 김영삼을 당에서 추방시킨 뒤 한나라당을 창당한다. 당시까지만 해도 2위의 자리는 이인제가 달리고 있었다.
하지만, 아들 병역문제로 수세에 있었던 이회창의 대반격이 시작되었다. 이회창이 구사한 주요 전략으로는 이회창의 일점전략, TK지역의 반YS바람, 김영삼의 이인제 신당지원설 등으로 영남지역의 지지기반을 다지는 동시에 이인제를 공격하였다. 이로써 이회창이 2위를 기록하였고, 이인제는 3위로 밀려났다. 결국 같은 해 대통령 선거에서, 이인제는 전국적으로 4,925,591표를 획득하였고 19.2%의 득표율을 얻어 3위로 낙선하였다. 한편 김대중은 이회창을 근소한 표차인 39만표차로 누르고 대통령에 당선되었다.

### 김대중과 인연을 맺다
당시 김대중 정권의 여당인 새정치국민회의와 자유민주연합의 의석 수는 한나라당에 훨씬 못 미쳤다. 그러자 정부는 인위적인 정계 개편을 단행하였다. 마침 이인제는 1998년 제2회 지방선거에서도 주목할 만한 성적을 거두지 못했다. 그러자 김대중은 국민신당과의 합당을 추진하였고, 이인제도 이에 합류하였다. 2000년 제16대 총선에 그의 고향이 포함된 충남 논산시·금산군 선거구에 출마, 당시 현역 국회의원이던 자유민주연합의 김범명을 압도적인 차이로 제치고 당선되어 3선 국회의원이 되었다.

### 2002년 대통령 선거
이인제는 2002년 제16대 대통령 선거에 다시 도전을 선언하였다. 당시 새천년민주당은 일명 16부작 정치 드라마로 불렸던 국민 경선제를 실시하였는데, 2002년 3월 9일부터 제주를 필두로 전국 16개 시도를 돌면서 당원(50%)들과 국민(50%)들이 직접 투표하는 방식으로 진행됐다. 국민 경선제에는 노무현을 비롯해 김근태, 김중권, 유종근, 이인제, 정동영, 한화갑 등이 후보로 출마하였다.
이인제는 가장 인지도 높고 경쟁력 있는 후보였으며, 국민경선 전 1위를 달려 큰 기대를 모았다. 하지만 당시 군소후보였던 노무현은 경선 국면이 시작되면서 “영남 후보론” 및 이인제 후보를 겨냥한 “정체성 시비”로 20%대 지지율에 진입하기 시작했고, 이른바 ‘노풍’의 주인공이 되었다. 광주 경선 직후 이인제의 지역 기반인 대전· 충청권에서 일격을 당해 노풍이 꺾이는 듯싶었지만 대구광역시 경선 결과, 종합 1위가 확정되었다. 이후 노무현은 강원도와 전남, 전북, 경남, 대구를 비롯한 거의 전 지역을 석권해 나갔고, 2002년 4월 26일, 서울 경선에서 새천년민주당의 제16대 대통령 선거 후보로 공식 선출됐다.
한편 국민통합21의 정몽준이 월드컵 바람을 타고 출마를 선언하자 노무현의 지지율은 반토막이 났다(이회창의 지지율도 조금 내려갔다). 이 상황 속에서 노무현이 정몽준과 단일화를 하였는데, 그의 지지율이 이회창을 앞서기 시작했다. 그러자 이인제는 12월 1일, 새천년민주당을 탈당하였고 이후 자유민주연합에 입당하였다. 이후 한나라당의 이회창에 대한 지지를 선언한 데 이어 1997년 대통령 선거 당시 자신이 경선에 불복한 것에 대해 사과한다고 하였으나, 대통령 선거에서는 노무현이 당선되었다.

### 참여정부 시절
이후 이인제는 자유민주연합에서 다시 유력 정치인으로 영향력을 행사하기 위해 노력했다. 2004년 노무현 대통령 탄핵 정국 속에 치러진 제17대 총선에서 당선되어 그는 4선 국회의원이 되었다. 하지만 당시 탄핵에 가담했던 자유민주연합은 군소 정당으로 전락하였고 그의 영향력은 더욱 축소되었다. 이후 몰락한 자유민주연합을 탈당하고 국민중심당에 입당했다가 2007년에 국민중심당을 탈당하고 4년만에 민주당에 복당하였다.

### 2007년 대통령 선거
2007년 이인제는 제17대 대통령 선거 출마를 선언하였고, 조순형, 김민석, 신국환, 장상과 함께 당내 경선에서 대결하게 되었다. 그는 조순형 대세론을 깨고 압도적인 선도를 달리자 이인제 후보의 조직을 동원하는 일이 일어나고 관권선거 의혹으로 인해 제주경선이 무산되었다. 한때 조순형 후보가 사퇴하는 등 난항을 겪었으나 결국 10월 16일 압도적으로 민주당 대통령 후보로 선출되었다. 이로써 1997년 이후 10년만에 대선에 도전하게 되었다.
당시 한나라당의 이명박 후보가 1위를 달리고 있었고 여당 및 기타 야당 후보들은 웬만큼의 지지율도 얻지 못한 상황 속에서 이인제의 지지율은 10%까지 올랐고, 이 때를 이용하여 대통합민주신당 정동영 후보와 단일화를 시도하였으나 실패했다. 대신에 그는 자신의 고향인 충청권을 중심으로 지지율 상승을 위해 노력했다. 그러나 이 무렵 한때 자신의 라이벌이었던 이회창이 한나라당을 탈당하고 무소속 후보로 출마하게 된다. 이 결과로 한때 과반 이상의 지지율을 얻던 이명박의 지지율은 30%대까지 떨어졌다.
그러나 이명박만 타격을 입은 것이 아니었다. 이인제 본인도 이회창의 출마 여파로 지지율에 큰 타격을 입었고, 고향인 충청권에서조차 그에 대한 지지율은 올라가지 못했다. 대신에 다른 주요후보들과 함께 토론에 참여하기는 했으나, 그는 주요후보가 되지는 못했고, 끝내 12월 19일에 열린 선거에서 전국적으로 160,708표(득표율 0.7%)를 획득, 6위로 낙선하였다. 비록 그가 경제공화당 허경영 후보보다 많은 표를 얻었으나, 많은 지역에서 그보다 낮은 표를 얻었다.

### 이명박 정부 시절

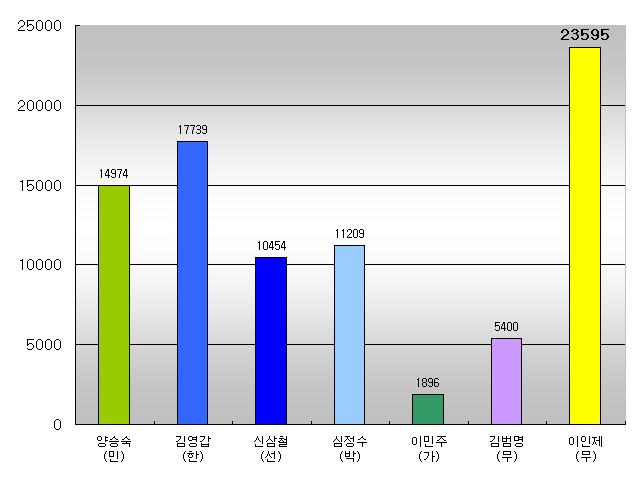
제18대 총선 논산·계룡·금산 선거구 개표 결과

2007년 대통령 선거 후, 2008년 민주당과 대통합민주신당이 합병하여 통합민주당으로 개편되어 그는 여기에 합류하였다. 그리고 제18대 총선 논산·계룡·금산 선거구에 다시 출하마기 위해 통합민주당 공천을 신청했으나 당내에서 논란이 계속되어 통합민주당은 공천을 허락하지 않았다. 이에 그는 통합민주당을 탈당하여, 무소속으로 출마하였다. 대통령 선거에서 저조한 득표율을 보였고, 통합민주당 공천에서도 탈락하면서 무소속으로 출마한 그는 매우 불리한 상황에 놓여 있어 출마하더라도 당선을 장담할 수 없어 그의 정치생명은 거의 끝난 것처럼 보였다. 그러나 4월 9일 선거에서 그는 27.7%의 낮은 득표율로 당선되면서 부활이 어려워 보이던 그는 5선 국회의원이 되었다. 이 선거에서는 그와 통합민주당·한나라당·자유선진당·친박연대 후보가 모두 치열하게 경합을 벌여 득표율이 낮은 것이었으며,, 이는 이 선거에서 전국 최저 득표율 당선이었다.

### 자유선진당에 합류하다
무소속 국회의원으로 활동하던 이인제는 2011년 10월 10일 이회창·심대평이 주도하여 자유선진당과 국민중심연합이 합당하여 만들어진 중부권 통합신당인 통합 자유선진당에 입당하면서, 이회창과의 과거 걸끄러운 관계를 개선하겠다고 했다.

### 국회의원과 선진당 대표
2012년 4월 11일 제19대 총선 논산시·계룡시·금산군에 다시 자유선진당 소속으로 출마하여 42.36%의 득표율로 당선되면서, 6선 의원으로 제19대 국회에서 활동할 수 있게 되었다. 이인제는 그동안의 여러 차례 성향이 다른 정당으로 소신보다는 이해관계에 따라 옮겨 다닌다는 비판을 받아 대표적인 철새 정치인으로 알려지기도 하나, 정치적 위기를 겪으면서도 기사회생하는 인상적인 모습을 보여줘 피닉제(불사조를 의미하는 피닉스와 이인제의 합성어)라는 별명으로 대중에 회자되기도 한다. 한편, 제19대 총선에서 이인제가 속한 자유선진당은 5석만을 획득하여 당의 존립을 위협받았고, 이인제는 비상대책위원회를 이끌었다. 이인제는 세력 규합을 위해 국민생각 등의 외부 인사 영입을 시도하였으나, 일각에서는 이인제 의원의 사당화(私黨化)라는 비판이 제기되었다. 이 결과 이회창 전 대표와 그를 따르던 당원 상당수가 탈당하였다. 이인제는 자유선진당의 당명 개정을 추진했으며 당명 공모 끝에 새로운 당명으로 선진통일당이 결정되었다. 전당대회에서 이회창 전 대표와 가까운 황인자 후보를 제치고 압도적인 표 차이로 당 대표가 되었다.

### 새누리당으로 돌아가다
그러나 2012년 10월 25일 선진통일당이 새누리당과 합당하면서, 신한국당을 탈당한지 15년 만에 자신의 정치적 고향에 돌아왔다. 그러나 18대 대선에는 불출마하였다.
2014년 7월 14일 새누리당 전당대회를 통해 최고위원에 선출됨으로써 새누리당 지도부에 입성하였다. 그러나 2016년 4.13 20대 총선에서 득표율 42.6%을 얻어 43.6%를 얻은 더불어 민주당 김종민 후보에 패하여 낙선하게 된다. 7선에 실패한 이인제는 자신의 트위터를 통하여 "주민의 뜻을 하늘의 뜻으로 알고 겸허히 받아들입니다. 고장과 나라를 위해 변함 없는 열정으로 일하겠습니다." 라며 결과에 승복하였다.

### 탄핵 이후
박근혜 대통령 탄핵 반대 시위에 참여했다. "이런 식으로 대통령을 몰아내면 앞으로 우리나라 헌정 질서가 제대로 굴러가겠느냐"면서 "헌정이 제대로 발전하기 위해 탄핵을 반대한다"고 하였다.
19대 대선을 앞두고 자유한국당 경선에 출마했다. 본선에 진출한 4명의 후보 중 14.85%를 득표해 홍준표 후보(54.15%)와 김진태 후보(19.30%)에 이어 3위를 차지했다.
이후 제7회 지선 충청남도지사 선거에 출마했으나, 양승조 더불어민주당 후보에게 밀려 낙선하였다.

## 1997년 대선 당시 독도방문
이인제 후보는 1997년 대선 당시 대통령 후보로써는 처음으로 독도에 방문하여 독도 영유권에 대한 정부의 미온적 대응을 비판했다.

## 소속 정당
| 소속 정당 | 소속 정당      | 소속 기간 | 비고           |
| --------- | -------------- | --------- | -------------- |
|           | 통일민주당     | 1987~1990 | 창당 정계 입문 |
|           | 민주자유당     | 1990~1995 | 합당           |
|           | 신한국당       | 1995~1997 | 당명 변경      |
|           | 무소속         | 1997      | 탈당           |
|           | 국민신당       | 1997~1998 | 창당           |
|           | 새정치국민회의 | 1998~2000 | 합당           |
|           | 새천년민주당   | 2000~2002 | 창당           |
|           | 무소속         | 2002      | 탈당           |
|           | 자유민주연합   | 2002~2005 | 입당           |
|           | 무소속         | 2005~2006 | 탈당           |
|           | 국민중심당     | 2006~2007 | 입당           |
|           | 무소속         | 2007      | 탈당           |
|           | 민주당         | 2007      | 복당           |
|           | 중도통합민주당 | 2007      | 합당           |
|           | 민주당         | 2007~2008 | 당명 변경      |
|           | 통합민주당     | 2008      | 합당           |
|           | 무소속         | 2008~2011 | 탈당           |
|           | 자유선진당     | 2011~2012 | 입당           |
|           | 선진통일당     | 2012      | 당명 변경      |
|           | 새누리당       | 2012~2017 | 합당           |
|           | 자유한국당     | 2017~2020 | 당명 변경      |
|           | 미래통합당     | 2020      | 합당           |
|           | 국민의힘       | 2020~현재 | 당명 변경      |

## 역대 선거 결과
|  | 32.59% |

|  | 35.82% |

|  | 40.56% |

|  | 19.20% |

|  | 65.37% |

|  | 44.85% |

|  | 0.68% |

|  | 27.67% |

|  | 42.36% |

|  | 42.55% |

|  | 35.10% |

## 같이 보기
- 계룡시의 국회의원
- 금산군의 국회의원
- 논산시·계룡시·금산군
- 논산시·금산군
- 논산시의 국회의원
- 안양시 갑
- 안양시의 국회의원
- 대한민국의 고용노동부 장관
- 경기도지사
- 대한민국 제15대 대통령 선거
- 대한민국 제16대 대통령 선거
- 대한민국 제17대 대통령 선거
- 대한민국 제19대 대통령 선거